# Ermitage de Caen
L’ermitage de Caen est un ancien ermitage fondé par Jean de Bernières, qui accueillait des personnes à la recherche d’« une voie d’accès à l’expérience intérieure du divin », le christianisme intérieur.

## Histoire
Cet ermitage était un lieu de foisonnement spirituel tant pour ceux qui y ont séjourné que pour  ceux qui étaient proches de Bernières mais sans séjourner à l'ermitage. Citons notamment : Pierre Lambert de la Motte, Henry-Marie Boudon, l'ami intime Jaques Bertot qui dirigea Madame Guyon, François de Montmorency-Laval, Philippe Cospéan, Jean-Baptiste Saint-Jure, Marie de l'Incarnation, Mechtilde du Saint-Sacrement. Deux proches de Jean de Bernières associés au sein de la Compagnie du Saint-Sacrement dans la même œuvre charitable n'ont jamais séjourné à l'ermitage :Jean Eudes et Gaston de Renty (ayant séjourné chez Bernières mais avant que celui-ci ne crée l'Ermitage).
Dans son ouvrage de référence sur l'ermitage : Deux mystiques normands au XVIIe siècle, Renty et Bernières, Maurice Souriau dresse la liste la plus exhaustive possible des personnalités qui ont séjourné à l'ermitage. Le récent ouvrage collectif Rencontres autour de Jean de Bernières permet de bien situer le maître de l'Ermitage dans son temps.

## Sources
- Françoise Fauconnet-Buzelin, Pierre Lambert de La Motte : le père inconnu de la mission moderne, premier vicaire apostolique de Cochinchine : 1624-1679, Paris, Archives des Missions étrangères, SPM, 2006, 639 p.,  (ISBN 2-9514983-8-1).